# Tiora sebrus
Tiora sebrus är en fjärilsart som beskrevs av Jacob Hübner 1824/26. Tiora sebrus ingår i släktet Tiora och familjen juvelvingar. Inga underarter finns listade i Catalogue of Life.